# Собіслав Дипольдович
Собіслав (чеськ. Soběslav, пол. Sobiesław; ? — до 1247) — чеський князь. Представник династії Пржемисловичів. Син Дипольда ІІ. За правління чеського короля Оттокара I був вигнаний із Богемії разом із братами (1202). Повернувся через 2 роки. Повторно вигнаний в часи короля Вацлава I (1233 або 1234). Отримав захист при дворі польського князя Генрика Бородатого з династії П'ястів. Помер бездітним у Сілезії. Використовував печатку із гербом півлева-піворла, що згодом стала символом Куявських Пястів.